# 森讷堡机场
森讷堡机场（丹麥語：Sønderborg Lufthavn），是丹麦森讷堡的一座民用机场。

## 通航航空公司及航点
- Cimber Air：哥本哈根
- Air Alsie
- Karlog Air